# Vacances royales
Vacances royales és una pel·lícula francesa coescrita i dirigida per Gabriel Auer, rodada a finals de 1979 i estrenada a França a començaments de 1981, amb un guió basat en fets reals.

## Sinopsi
Als afores parisencs, Ignacio viu sol amb el seu mico. Troba a Pedro i Gunda, tots tres d'origen espanyol i considerats per les autoritats franceses com a anarquistes perillosos. Quan el 1976 el nou rei Joan Carles I fa una visita oficial a França tots tres i nombrosos espanyols exiliats fitxats per les autoritats franceses com anarquistes són deportats a Belle-Île-en-Mer (Bretanya), vigilats per 130 efectius de la CRS.

## Repartiment
- Agnès Château - Gunda
- Didier Sauvegrain - Toni
- Emilio Sánchez Ortiz - Ignacio
- Francisco Curto - Pedro
- Yves Albert - Albert
- Paulette Frantz - Mme Basset
- Bruno Madinier - Michel

## Premis
- 1980: Prix-Jean Delmas